# Bourgogne-côtes-du-couchois
Le bourgogne-côtes-du-couchois est un vin de Bourgogne. Il s'agit d'une dénomination géographique au sein de l'appellation d'origine contrôlée bourgogne.
Son aire de production est située sur six communes au nord de la Saône-et-Loire, dans le Couchois, dans le prolongement sud de la cote de Beaune et au nord-ouest des vignobles de la côte chalonnaise.

## Histoire

### Antiquité
L'édit de l'empereur romain Domitien, en 92 interdisait la plantation de nouvelles vignes hors d'Italie ; il fit arracher partiellement les vignes en Bourgogne afin d'éviter la concurrence. Mais Probus annula cet édit en 280.

### Moyen Âge

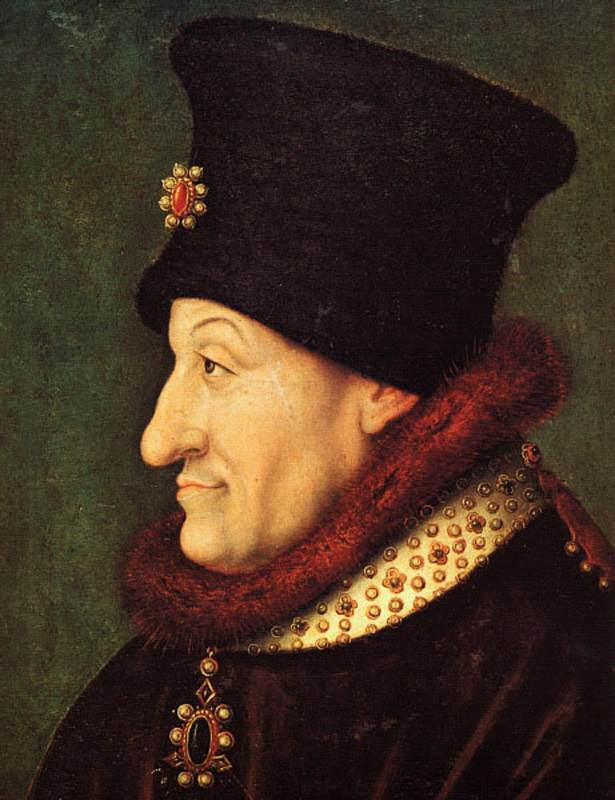
Philippe II le Hardi

Dès le début du VIe siècle, l'implantation du christianisme avait favorisé l'extension de la vigne par la création d'importants domaines rattachés aux abbayes. En l'an 1395, Philippe le Hardi décida d'améliorer la qualité des vins et interdit la culture du gamay au profit du pinot noir dans ses terres. Enfin en 1416, Charles VI fixa par un édit les limites de production du vin de Bourgogne. En 1477, à la mort de Charles le Téméraire, le vignoble de Bourgogne fut rattaché à la France, sous le règne de Louis XI.

### Période contemporaine

#### XIXesiècle
Dans les décennies 1830-1840, la pyrale survint et attaqua les feuilles de la vigne. Elle fut suivie d'une maladie cryptogamique, l'oïdium.
Arrivèrent deux nouveaux fléaux de la vigne. Le premier fut le mildiou, autre maladie cryptogamique, le second le phylloxéra. Cet insecte térébrant venu d'Amérique mis très fortement à mal le vignoble bourguignon. Après de longues recherches, on finit par découvrir que seul le greffage permettrait à la vigne de pousser en présence du phylloxéra.

#### XXesiècle
Passée la crise du phylloxéra, on replanta beaucoup, notamment entre 1905 et 1910. Mais cette embellie ne dura guère, et il finit par y avoir surproduction. Le mildiou provoqua en 1910 un désastre considérable.
Dès 1952, Édouard Dessendre et quelques autres vignerons relancèrent la production de pinot noir, qui n'avait jamais totalement été abandonnée. L'intérêt pour une viticulture de qualité était d'ailleurs une tradition familiale (avant même la crise du phylloxéra, son grand-père jules savait greffer, et il put transmettre sa science à ses collègues ; il fut aussi le premier à introduire en Bourgogne la charrue vigneronne, qu'il avait vu fonctionner en Anjou durant son service militaire). Édouard Dessendre sélectionna dans ses vignes cent onze pieds de pinot noir parmi les plus sains. À partir de ces plants, il mit au point un clone qui arrivait à la véraison avec 24 jours d'avance sur les autres. Les jeunes vignerons de Saint-Maurice, décidés à poursuivre une politique de qualité, se mirent à planter du pinot noir, un peu de gamay à jus blanc et de l'aligoté sur les meilleurs terroirs exposés au sud et au sud-est.
Apparition de l'enjambeur dans les années 1960-70, qui remplace le cheval. Les techniques en viticulture et œnologie ont bien évolué depuis 50 ans (vendange en vert, table de triage, cuve en inox, pressoir électrique puis pneumatique etc.). Appellation créée en 2000.

#### XXIesiècle
Par le décret du 30 avril 2001, la dénomination géographique « côtes du Couchois » est reconnue au sein de l'appellation bourgogne, permettant de rajouter ce nom à la suite (sous la forme bourgogne-côtes-du-couchois). Avec la canicule de 2003, les vendanges débutèrent pour certains domaines cette année-là à la mi-août, soit avec un mois d'avance, des vendanges très précoces qui ne s'étaient pas vues depuis 1422 et 1865 d'après les archives. Le cahier des charges de la dénomination est celui de l'appellation bourgogne, modifié dernièrement en octobre 2009, puis en novembre 2011 et en décembre 2023.
L'aire de vignoble plantée était de 5,9 hectares en 2008[réf. nécessaire]. L'aire totale de production potentielle représente 250 hectares.

## Situation géographique
L'aire de la dénomination est au nord-ouest des vignobles de la côte chalonnaise (sans faire partie de l'aire du bourgogne côte-chalonnaise), dans le prolongement vers le sud du bourgogne hautes-côtes-de-beaune (sans en faire partie non plus) ; elle se limite aux communes de Couches, Dracy-lès-Couches, Saint-Jean-de-Trézy, Saint-Maurice-lès-Couches, Saint-Pierre-de-Varennes et Saint-Sernin-du-Plain.

### Géologie et orographie
Ce sont des sols argilo-calcaires. Les affleurement correspondent au sommet du Jurassique inférieur (le Lias : argiles et marnes) et au Jurassique moyen (calcaires). Les vignes s'étendent sur les expositions est et sud, situées entre 200 et 300 mètres d'altitude.

### Climatologie
C'est un climat tempéré à légère tendance continentale avec des étés chauds et des hivers froids, avec une amplitude thermique assez importante entre ces deux saisons. Les précipitations sont assez hétérogènes sur l'année, avec un mois de mai le plus pluvieux de l'année. Le vent qui souffle une partie de l'année est la bise. Les gelées tardives sont peu fréquentes sur le vignoble en général. Il y a bien quelques lieux-dits ou les risques de gelées sont plus importante (on parle de zones gelives). De violents orages peuvent s'abattre sur ce vignoble avec parfois de la grêle.
| Mois                              | jan. | fév. | mars  | avril | mai   | juin  | jui.  | août  | sep.  | oct. | nov. | déc. | année   |
| --------------------------------- | ---- | ---- | ----- | ----- | ----- | ----- | ----- | ----- | ----- | ---- | ---- | ---- | ------- |
| Température minimale moyenne (°C) | 1,4  | 1,8  | 3,8   | 6,6   | 10,1  | 14,3  | 16,1  | 15,7  | 12    | 8,3  | 4,3  | 1,9  | 8       |
| Température moyenne (°C)          | 4,1  | 5,5  | 8,6   | 12,2  | 15,3  | 20,2  | 22,6  | 21,7  | 17,7  | 12,2 | 7,3  | 4,4  | 12,6    |
| Température maximale moyenne (°C) | 6,7  | 9,2  | 13,3  | 17,7  | 20,5  | 26    | 29    | 28,4  | 23,3  | 16,2 | 10,3 | 7    | 17,3    |
| Ensoleillement (h)                | 48,2 | 92,8 | 126,5 | 163,3 | 176,8 | 165,8 | 217,8 | 162,8 | 154,4 | 59,7 | 42,9 | 26,6 | 1 437,6 |
| Précipitations (mm)               | 50   | 32   | 44    | 59    | 58    | 95    | 60    | 78    | 71    | 65   | 47   | 63   | 557     |

| Diagramme climatique                                  |          |           |           |            |          |          |            |          |           |           |        |
| J                                                     | F        | M         | A         | M          | J        | J        | A          | S        | O         | N         | D      |
| 6,71,450                                              | 9,21,832 | 13,33,844 | 17,76,659 | 20,510,158 | 2614,395 | 2916,160 | 28,415,778 | 23,31271 | 16,28,365 | 10,34,347 | 71,963 |
| Moyennes : • Temp. maxi et mini °C • Précipitation mm |          |           |           |            |          |          |            |          |           |           |        |

## Vignoble

### Présentation
Le vignoble est réparti sur les communes de Couches, Dracy-lès-Couches, Saint-Jean-de-Trézy, Saint-Maurice-lès-Couches, Saint-Pierre-de-Varennes et Saint-Sernin-du-Plain. L'aire d'appellation correspond à une superficie totale de 250 hectares. Selon le service des Douanes, la superficie revendiquée en 2023 sous l'appellation est de 40 hectares, plantés exclusivement en pinot noir pour produire du vin rouge.

### Encépagement
Le pinot noir compose exclusivement les vins rouges de l'AOC. Il est constitué de petites grappes denses, en forme de cône de pin composées de grains ovoïdes, de couleur bleu sombre. C'est un cépage délicat, qui est sensible aux principales maladies et en particulier au mildiou, au rougeot parasitaire, à la pourriture grise (sur grappes et sur feuilles), et aux cicadelles. Ce cépage, qui nécessite des ébourgeonnages soignés, a tendance à produire un nombre important de grapillons. Il profite pleinement du cycle végétatif pour mûrir en première époque. Le potentiel d'accumulation des sucres est élevé pour une acidité juste moyenne et parfois insuffisante à maturité. Les vins sont assez puissants, riches, colorés, de garde. Ils sont moyennement tanniques en général.

### Méthodes culturales

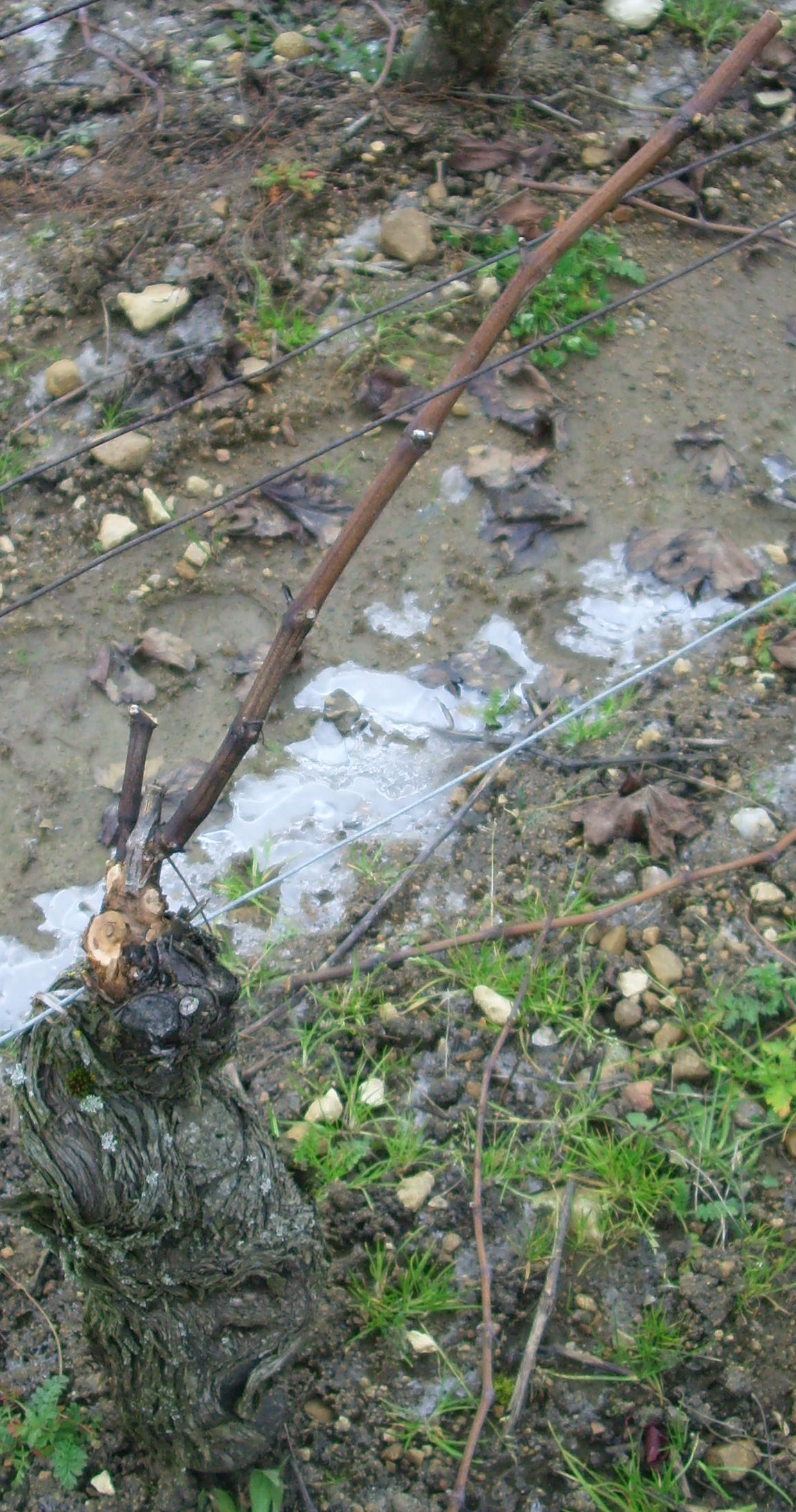
Pied de vigne taillé en Guyot simple

#### Travail manuel
Ce travail commence par la taille, en « guyot simple », avec une baguette de cinq à huit yeux et un courson de un à trois yeux. Le tirage des sarments suit la taille. Les sarments sont enlevés et peuvent être brûlés ou mis au milieu du rang pour être broyés. On passe ensuite aux réparations. Puis vient le pliage des baguettes. Éventuellement, après le pliage des baguettes, une plantation de nouvelles greffes est réalisée. L'ébourgeonnage peut débuter dès que la vigne a commencé à pousser. Cette méthode permet, en partie, de réguler les rendements. Le relevage est pratiqué lorsque la vigne commence à avoir bien poussé. En général, deux à trois relevages sont pratiqués. La vendange en vert est pratiquée de plus en plus dans cette appellation. Cette opération est faite dans le but de réguler les rendements et surtout d'augmenter la qualité des raisins restants. Pour finir avec le travail manuel à la vigne, se réalise l'étape importante des vendanges.

#### Travail mécanique
L'enjambeur est d'une aide précieuse. Les différents travaux se composent du broyage des sarments, réalisé lorsque les sarments sont tirés et mis au milieu du rang. De trou fait à la tarière, là où les pieds de vignes sont manquants, en vue de planter des greffes au printemps. De labourage ou griffage, réalisé dans le but d'aérer les sols et de supprimer des mauvaises herbes. De désherbage fait chimiquement pour tuer les mauvaises herbes. De plusieurs traitements des vignes, réalisés dans le but de les protéger contre certaines maladies cryptogamiques (mildiou, oïdium, pourriture grise, etc.) et certains insectes (eudémis et cochylis). De plusieurs rognages consistant à reciper ou couper les branches de vignes (rameaux) qui dépassent du système de palissage. Des vendanges mécaniques se réalisant avec une machine à vendanger ou une tête de récolte montée sur un enjambeur.

### Rendements
Le rendement est limité par le cahier des charges de l'appellation à un maximum de 58 hectolitres par hectare. Chaque année, ce rendement maximum peut être modifié à la hausse ou à la baisse par un arrêté du ministère de l'Agriculture, dans la limite du rendement butoir de la dénomination, fixés à 67 hl/ha. Les rendements maximum étaient auparavant de 55 hectolitres par hectare.

## Vins
Les données de production des années récentes, telles que publiées par les Douanes, sont :
| Année | Superficie (ha) | Production (hl) | Rendement (hl/ha) |
| ----- | --------------- | --------------- | ----------------- |
| 2020  | 27,2            | 1 005           | 37                |
| 2021  | 73,2            | 1 589           | 22                |
| 2022  | 47,2            | 2 374           | 50                |
| 2023  | 40,5            | 1 854           | 46                |
| 2024  | 41,4            | 827             | 20                |

### Titres alcoométriques volumique
| AOC                           | Rouge   | Rouge   | Blanc   | Blanc   | Rosé    | Rosé    |
| Titre alcoométrique volumique | minimal | maximal | minimal | maximal | minimal | maximal |
| Régionale                     | 10 %    | 13 %    | 10,5 %  | 13,5 %  | 10 %    | 13 %    |

### Vinification et élevage
Voici les méthodes générales de vinification de cette appellation. Il existe cependant des petites différences de méthode entre les différents viticulteurs et négociants.

#### Vinification en rouge
La récolte des raisins se fait à maturité et de façon manuelle ou mécanique. La vendange manuelle est le plus souvent triée, soit à la vigne soit à la cave avec une table de tri, ce qui permet d'enlever les grappes pourries ou insuffisamment mûres. La vendange manuelle est généralement éraflée puis mise en cuve. Une macération pré-fermentaire à froid est quelquefois pratiquée. La fermentation alcoolique peut démarrer, le plus souvent après un levurage. Commence alors le travail d'extraction des polyphénols (tanins, anthocyanes) et autres éléments qualitatifs du raisin (polysaccharides etc.). L'extraction se faisait par pigeage, opération qui consiste à enfoncer le chapeau de marc dans le jus en fermentation à l'aide d'un outil en bois ou aujourd'hui d'un robot pigeur hydraulique. Plus couramment, l'extraction est conduite par des remontages, opération qui consiste à pomper le jus depuis le bas de la cuve pour arroser le chapeau de marc et ainsi lessiver les composants qualitatifs du raisin. Les températures de fermentation alcoolique peuvent être plus ou moins élevées suivant les pratiques de chaque vinificateur avec une moyenne générale de 28 à 35 degrés au maximum de la fermentation. La chaptalisation est réalisée si le degré naturel est insuffisant : cette pratique est réglementée. À l'issue de la fermentation alcoolique suit l'opération de décuvage qui donne le vin de goutte et le vin de presse. La fermentation malolactique se déroule après mais est dépendante de la température. Le vin est soutiré et mis en fût ou cuve pour son élevage. L'élevage se poursuit pendant plusieurs mois (12 à 24 mois) puis le vin est collé, filtré et mis en bouteilles.

### Terroir et vins
Vins rouges avec des arômes de groseille, de framboise, de cassis, de mûre, de sous-bois, de champignons, d'épices. Bouche gourmande, rugueuse, persistante et typé.

### Gastronomie, garde et température de service
Les vins rouges s'accordent bien avec de la viande rouge et blanche, de la quiche, du fromage à fortes saveurs (Époisses, vacherin).
Se sert entre 14 et 16 °C et se garde entre 3 et 7 ans.

## Économie

### Structure des exploitations
Il existe des domaines de tailles différentes. Ces domaines mettent tout ou une partie de leurs propres vins en bouteilles et s'occupent aussi de le vendre. Les autres, ainsi que ceux qui ne vendent pas tous leurs vins en bouteilles, les vendent aux maisons de négoce.
Les maisons de négoce achètent leurs vins, en général, en vin fait (vin fini) mais parfois en raisin ou en moût. Elles achètent aux domaines et passent par un courtier en vin qui sert d'intermédiaire moyennant une commission de l'ordre de 2 % à la charge de l'acheteur.
Les caves coopératives et leurs apporteurs sont des vignerons. Ces derniers peuvent leur amener leurs récoltes, ou bien la cave coopérative vendange elle-même (machine à vendanger en général).

### Commercialisation
La commercialisation de cette appellation se fait par divers canaux de vente : dans les caveaux du viticulteur, dans les salons des vins (vignerons indépendants, etc.), dans les foires gastronomiques, par exportation, dans les Cafés-Hôtels-Restaurants (C.H.R), dans les grandes et moyennes surfaces (G.M.S).